# Marie Součková
MUDr. Marie Součková (* 31. července 1953, Brno) je česká politička, bývalá členka ČSSD a také bývalá ministryně zdravotnictví.
Vystudovala Fakultu všeobecného lékařství Univerzity Karlovy. Pracovala postupně na chirurgii a ortopedii. V roce 1993 se stala vedoucí lékařkou ortopedického oddělení SAZZ v Ústí nad Labem a od roku 1992 provozovala soukromou lékařskou praxi.
Funkci ministryně zdravotnictví zastávala ve vládě Vladimíra Špidly v období od 15. 7. 2002 do 14. 4. 2004. V roce 2003 neúspěšně kandidovala v doplňovacích senátních volbách v obvodu č. 58 - Brno-město.

## Trestní stíhání za smlouvy v případu Diag Human vs. stát
V září 2003 uzavřela bez výběrového řízení smlouvu o právní pomoci ve sporu státu s firmou Diag Human s advokátem Zdeňkem Nováčkem.
V lednu 2005 byla obviněna z porušování povinnosti při správě cizího majetku a ze zneužití pravomoci veřejného činitele. Následně vystoupila z ČSSD a podala proti obviněním stížnosti, jež ale byly zamítnuty. V březnu 2006 podalo státní zastupitelství na Součkovou obžalobu, ale v říjnu 2006 pražský obvodní soud Marii Součkovou zprostil obžaloby. V listopadu 2006 se státní zástupce odvolal a v únoru 2007 městský soud zrušil osvobozující rozsudek a vrátil věc k novému projednání obvodnímu soudu. V květnu 2007 obvodní soud zprostil Součkovou obžaloby.